# بتيلياني
البتيلياني (الاسم العلمي:Pteleopsis) هو جنس نباتي يتبع الفصيلة القمبريطية من رتبة الآسيات.

## من أنواعه
يضم هذا الجنس 3 أنواع فقط هم:
- بتيلياني متفاوت الأجنحة (باللاتينية:  Pteleopsis anisoptera)
- بتيلياني ثنائي الأجنحة (باللاتينية:  Pteleopsis diptera)
- بتيلياني أويسي الورق (باللاتينية:  Pteleopsis myrtifolia)